# GREED (OVA)
『GREED』（グリード）は、1985年にフィルムリンク・インターナショナルが制作した冒険ファンタジーOVA作品。

## あらすじ
特色あふれる6つの国が存在する世界。ヒュム・エリアの若者リッド・カイルは、悪党ヴァイイを倒すべく、6つの国を巡って仲間を得て旅をしていた。

## 登場人物
リッド・カイル
声：堀内賢雄
本作の主人公。ヒュム・エリアに住む青年。
キィ・ミ
声：皆口裕子
本作のヒロイン。
バグダ
声：玄田哲章
ロングン
声：田中秀幸
ミマウ・カールテン
声：榊原良子
ヴァイイ
声：大竹宏
リッド・カイルの宿敵である悪党。
ラールリップ
声：玉川砂記子
リオ
声：池田勝
イコ
声：川島千代子
ガイ
声：二又一成
オミ
声：佐藤正治
イノセントA
声：本多知恵子
イノセントB
声：伊藤美紀

## スタッフ
- 監督・原案・キャラクターデザイン - 湖川友謙
- 製作 - 山本又一郎、山川紀生
- 脚本 - 湖川友謙、花井愛子
- 演出助手 - 山崎友正
- 作画監督 - 湖川友謙、大森英敏、北爪宏幸
- アニメーション制作 - ビーボォー
- 製作 - フィルムリンク・インターナショナル